# George Boolos
Ne doit pas être confondu avec George Boole.
George Stephen Boolos né le 4 septembre 1940 et mort le 27 mai 1996, est un logicien, philosophe et mathématicien américain. Il a enseigné au Massachusetts Institute of Technology.Il était également un grand philosophe et a écrit l'énigme la plus difficile du monde